# Рампур
Рампу́р (хинди रामपुर) — город в одноимённом округе штата Индии Уттар-Прадеш, расположенный на реке Коси. В 1971 году в нём жило 161,8 тысяч жителей, согласно переписи 2001 года в нём проживало 325 248 жителей, согласно переписи 2011 года — 349 062 чел. В городе много мусульман, пуштунов. Местная музыкальная школа воспитала ряд известных музыкантов. Местная кухня является частью кухни Империи Великих Моголов, в обычные рецепты входит «рыба Рампур», «адрак ка халва», «Рампури кебаб» и другие.